# جانيت نيلسون
جانيت نيلسون (بالإنجليزية: Janet Nelson)‏ هي مختصة في الدراسات القروسطية ‏ ومؤرخة بريطانية، ولدت في 28 مارس 1942 في كمبريا في المملكة المتحدة.